# لوس زيتاس كارتل
لوس زيتاس كارتل أو عصابة لوس زيتاس (Zetas, Z's or La Última Letra) هي من اقوى عصابات المخدرات في المكسيك،  واعتبرها إدارة مكافحة المخدرات الأمريكية مجموعة شبه عسكرية، وعصابة المخدرات الأكثر عنفا في المكسيك. لوس زيتاس هي منظمة إجرامية دولية مخصصة في معظمها لتجارة المخدرات غير المشروعة، الاغتيالات، الابتزاز، والخطف وغيرها من أنشطة الجريمة المنظمة. اسسها ارتورو غوزمان يديسينا [الإنجليزية]، ويقودها الآن إيريبرت لازكانو [الإنجليزية]، مع 30 من الفارين من مجموعة القوات المكسيكية الخاصة سابقا،  بالأضافة لضباط شرطة الولاية، وضباط الشرطة المحليين الفاسدين،  وانضمت لهم كذلك أي اكس-كايبلز [الإنجليزية] من غواتيمالا.
بدأت لوس زيتاس كجناح عسكري وجيش من المرتزقة الخاصة لـ جلف كارتل، لكن بعد القبض على زعيم جلف كارتل، اوسيل كارديناس جوين [الإنجليزية]، أصبح هذين الكيانين قوة اتجار مجتمعة، وتمتعت زيتاس بدور قيادي أكثر نشاطا في الاتجار بالمخدرات. في عام 2010، بدأت لوس زيتاس بالعمل بشكل مستقل مع قياداتها القدامى في بنية جلف كارتل،  وبدء تمزق لوس زيتاس وجلف كارتل، وأدى إلى حرب طاحنة، حدث في معظمها في ولايات نويفو ليون وتاماوليباس.
لوس زيتاس مسؤولة عن تنفيذ مذابح عدة، وهجمات إرهابية على المدنيين، مثل مهاجمة كازينو مونتيري 2011 [الإنجليزية]، حيث قتل 52 شخصا،  مجزرة تاماوليباس 2010 [الإنجليزية] ، حيث تم العثور على 72 جثث المهاجرين،  مجزرة تاماوليباس 2011 [الإنجليزية]، حيث قتل 193 شخصا،  تلك المذبحة التي راح ضحيتها 27 المزارعين في غواتيمالا،  هجمات بالقنابل اليدوية في موريليا 2008 [الإنجليزية]، حيث قتل 8 وأكثر من 100 قد جرحوا،  بالإضافة إلى ذلك، تكشف المصادر أن لوس زيتاس قد تكون مسؤولة أيضا عن وفاة 249 شخصا في مجازر دورانجو 2011 [الإنجليزية]،  وعن انفجار انبوب نفط بويبلا 2010 [الإنجليزية]، الذي أودى بحياة 28 شخصا، وجرح 52، كما تضرر أكثر من 115 منزل.